# إنوكا (آيت علي لقبلت)
إنوكا هو دُوَّار يقع بجماعة أنفك، إقليم سيدي إفني، جهة كلميم واد نون في المملكة المغربية. ينتمي الدوّار لمشيخة آيت علي لقبلت التي تضم 59 دوار. يقدر عدد سكانه بـ 90 نسمة حسب الإحصاء الرسمي للسكان والسكنى لسنة 2004.

## روابط خارجية
- البوابة الوطنية للجماعات الترابية
- المندوبية السامية للتخطيط